# 盧西奧·古鐵雷斯
卢西奥·埃德温·古铁雷斯·博武阿（Lucio Edwin Gutiérrez Borbúa，1957年3月23日—）是前厄瓜多爾總統，厄瓜多爾陆军理工大学毕业，在陆军服役，获陆军上校军衔，2000年1月21日曾发动政变，但因失败入狱。后获国会特赦出狱。2002年11月当选总统，2005年4月因干预国家司法被议会解职，流亡巴西，10月14日回国被逮捕，2006年獲釋。

## 外部連結
- Presidencia de la República
- 厄瓜多尔前总统古铁雷斯 （页面存档备份，存于）
- Seeking asylum in Colombia （页面存档备份，存于）
- Arrest （页面存档备份，存于）

| 前任： 古斯塔沃·诺沃亚 | 厄瓜多尔总统 2003年－2005年 | 繼任： 阿爾弗雷多·帕拉西奧 |